# Джентльменское соглашение 1907 года
Джентльме́нское соглаше́ние 1907 го́да — соглашение между Японией и США о том, что Япония пресекает эмиграцию в континентальные Соединённые Штаты, за исключением особо оговорённых случаев, а США отменяют сегрегационные меры против уже поселившихся на их территории выходцев из Японии и позволяют им воссоединение с семьями.

## Предпосылки
В начале 1900-х годов число иммигрантов из Японии в США заметно выросло. В штате Калифорния, где население опасалось, что иммигранты из Азии захватят большинство хороших сельскохозяйственных земель и приведут к снижению заработной платы, отношение к ним становилось всё более враждебным. В октябре 1906 года Совет по образованию Сан-Франциско принял постановление о сегрегации детей «монгольской расы» от белых, согласно которому дети-азиаты должны были посещать отдельные начальные школы. Историк Сихо Имаи указывает, что китайские дети к этому моменту уже были отделены от белых, таким образом, новая мера касалась только иммигрантов из Японии.
Действия администрации Сан-Франциско вызвали резкую реакцию японской прессы и усилили антагонизм, уже складывавшийся из-за политики «Открытых дверей» в Китае. Президент США Теодор Рузвельт счёл необходимым вмешаться, поручив расследование вопроса министру торговли и труда Виктору Меткалфу. Тот пришёл к выводу, что для политики сегрегации не было реальных оснований. После этого федеральное правительство было готово добиваться отмены постановления городских властей в судебном порядке. В то же время Рузвельт и госсекретарь Элиу Рут понимали, что это постановление было не более чем внешним проявлением этнического противостояния в Калифорнии (в частности, уже в мае 1907 года в Сан-Франциско прошёл японский погром) и что проблему следует решать на более общем уровне.

## Достижение и реализация соглашения
Под нажимом федерального правительства администрация Сан-Франциско согласилась отменить постановление о сегрегации для японских детей, при условии, что те соответствуют возрастным требованиям для своих классов. Правительство Рузвельта со своей стороны согласилось предпринять шаги для ограничения въезда японских рабочих. После обращения к японской стороне та, чтобы избежать принятия «японской» версии Акта об исключении китайцев, согласилась прекратить выдачу паспортов для эмиграции в США, за исключением возвращающихся работников и ближайших родственников (родителей, детей и супруг) работников, уже проживающих в США.
«Джентльменское соглашение» было достигнуто в результате дипломатической переписки в 1907 и начале 1908 года. Поскольку оно имело статус исключительной договорённости, ратификация Конгрессом не требовалась. Благодаря соглашению японская иммиграция в США не прекратилась полностью, так как в нём были предусмотрены исключения для воссоединения семей. Японская диаспора в США продолжила расти, в том числе за счёт «невест по портрету», чьи браки заключались фиктивно с целью обеспечения их въезда в страну. В результате соотношение мужчин и женщин в японской диаспоре в США, к 1910 году составлявшее 7:1, спустя десятилетие составляло меньше, чем 2:1. В остальном японское правительство честно выполняло свою часть сделки, не выдавая новых паспортов желающим эмигрировать в США.
Этнические трения и дискриминация против японской диаспоры в Калифорнии, однако, продолжались и в период действия соглашения. Оно утратило силу в 1924 году, когда Соединёнными Штатами был принят намного более жёсткий закон об иммиграции.